# Léfki (Achaïe)
Pour les articles homonymes, voir Léfki.
Léfki (grec moderne : Λεύκη) est une localité située dans le dème de Kalávryta, dans le district régional d'Achaïe, dans la périphérie de Grèce-Occidentale, en Grèce.
Selon le recensement de 2021, elle compte 4 habitants.